# Тракана (Кјети)
Tracanna (итал. Tracanna
| слика = 
| опис_слике = 
| држава =  Италија) је насеље у Италији у округу Кјети, региону Абруцо.
Према процени из 2011. у насељу је живело 40 становника. Насеље се налази на надморској висини од 389 м.